# Малий тритон
Малий тритон, ириця (лат. Lissotriton) — рід земноводних підродини Pleurodelinae родини саламандрові. Має 10 видів. Інша назва «гладенький тритон».

## Опис
Загальна довжина представників цього роду коливається від 5 до 10 см. У своїй будові в багато в чому схожі на види роду Великий тритон. Відрізняються від останнього лише своїми розмірами, що й дало назву цьому роду, а також за низкою генетичних та морфологічних ознак. Шкіра дуже гладенька на відміну від інших родів саламандрових.

## Спосіб життя
Значний час проводять у воді. На відміну від інших представників своєї родини зустрічаються досить далеко на півночі. Можуть витримувати низькі температури. Активні протягом дня, але переважно у присмерку. Живляться безхребетними, рибою.
Це яйцекладні амфібії. Самиці відкладають до 100–250 яєць.

## Поширення
Мешкають в Європі, Малій Азії, Близькому та Середньому Сході.

## Види
- Lissotriton boscai — Малий тритон іспанський
- Lissotriton graecus
- Lissotriton helveticus — Тритон перетинчастий
- Lissotriton italicus — Тритон італійський
- Lissotriton kosswigi
- Lissotriton lantzi — Тритон Ланца
- Lissotriton maltzani
- Lissotriton meridionalis
- Lissotriton montandoni — Тритон карпатський
- Lissotriton vulgaris — Тритон звичайний